# リチャード・ウィドマーク
リチャード・ウィドマーク（Richard Widmark, 1914年12月26日 - 2008年3月24日）は、アメリカ合衆国の映画俳優。

## 生涯
1914年12月26日、ミネソタ州に生まれる。父親はスウェーデン系、母親はイングランドおよびスコットランド系。レイク・フォレスト大学で法律を学ぶ傍ら、演劇に熱中。卒業後しばらく母校で講師を務めたが、1938年俳優を志してニューヨークに出る。ラジオの仕事を経てブロードウェイの舞台に立ち、戦後の1947年、ヘンリー・ハサウェイ監督『死の接吻』のオーディションに合格。殺し屋トミー・ユードー役で、いきなりアカデミー助演男優賞候補にノミネートされる。灰色の目としゃがれた声、冷やかな笑顔をトレードマークに、主にギャング映画での非情な殺し屋、戦争映画での冷徹で人望のない指揮官役などで持ち味を発揮。
敵役として大いに売り出したが、やがて悪役イメージからの脱却をはかり（愛する娘が学校などでイジめられない為に、と言われている）、やがて善玉・悪玉の両方を演じられる貴重な性格俳優としての地位を確立する。犯罪スリラー、戦争映画の他に、西部劇も得意としており、『ゴーストタウンの決斗』、『ワーロック』、『アラモ』、『シャイアン』といった名作・大作の西部劇に準主役として多数出演している。
1957年独立プロダクション「ピース・プロ」を設立。『祖国への反逆!・第5捕虜収容所』（テレビ映画）、『秘密諜報機関』などを製作し、主演も務める。1961年にはスタンリー・クレイマー監督のオールスター大作『ニュールンベルグ裁判』でアメリカ側検事役を演じ、自他ともに認める代表作となった。また、1968年に主演してヒットした映画『刑事マディガン』では、1972～73年に「NBCウェンズデー・ミステリー・ムービー」枠で放映されたテレビ版でも主演を務めた。
私生活では1942年に脚本家のジーン・ヘイズルウッドと結婚。娘のアン・ヒース・ウィドマークは大リーグの名投手だったサンディ・コーファックスと結婚している。ジーンと死別（1997年）後の1999年に、ヘンリー・フォンダの元夫人であったスーザン・ブランチャードと再婚し話題になった。また、政治的にはリベラルな人物として知られた。
2008年3月24日、コネチカット州の自宅で亡くなった。

## エピソード
デビュー当時のニックネームは、その風貌から“ハイエナ”と呼ばれていた。また、漫画家・手塚治虫の作品にしばしば登場する冷酷な悪役キャラクター、スカンク草井はウィドマークをモデルにしている。
東宝出身の俳優佐藤允はデビュー当時、その日本人離れしたアクの強い風貌から“和製ウィドマーク”として売り出された。
サスペンス映画『暗黒の恐怖』において、善玉の主人公を演じるウィドマークよりも怖い風貌の男を犯人役にしなければということで抜擢されたのが、これが映画デビュー作となるジャック・パランスであった。
1963年10月の『襲われた幌馬車』テレビ放映から、日本語吹き替えは大塚周夫がほぼ専属で担当していた。大塚はウィドマークに関して、日本で吹き替えが行われる前から彼の芝居を研究していたため「日本の役者の中で誰よりも彼の芝居を知っている」と誇りをもっており、上記の『襲われた幌馬車』で初めてウィドマークの吹き替えを作る際、自らをテレビ局に売り込んだという。また、大塚は亡くなる直前の2015年1月12日に、自身が担当していないのは『六番目の男』だけだと発言していた。

## 主な出演作品
| 公開年 | 邦題 原題                                           | 役名                               | 備考           |
| ------ | --------------------------------------------------- | ---------------------------------- | -------------- |
| 1947   | 死の接吻 Kiss of Death                              | トミー・ユードー                   |                |
| 1948   | 情無用の街 The Street with No Name                  | アレック                           |                |
| 1948   | 廃墟の群盗 Yellow Sky                               | デュード                           |                |
| 1949   | 海の男 Down to the Sea in Ships                     | ダン・ランスフォード               |                |
| 1950   | 街の野獣 Night And The City                         | ハリー・ファビアン                 |                |
| 1950   | 暗黒の恐怖 Panic In The Streets                     | クリント・リード                   |                |
| 1950   | 復讐鬼 No Way Out                                   | レイ                               |                |
| 1950   | 地獄の戦場 Halls Of Montezuma                       | アンダーソン                       |                |
| 1951   | フロッグメン The Frogmen                            | ジョン・ローレンス                 |                |
| 1952   | 赤い空 Red Skies of Montana                         | クリフ・メイソン                   |                |
| 1952   | ノックは無用 Don't Bother to Knock                  | ジェド・タワーズ                   |                |
| 1952   | 人生模様 O. Henry's Full House                      | ジョニー                           |                |
| 1953   | モンゴル第一騎兵隊 Destination Gobi                 | サミュエル                         |                |
| 1953   | 拾った女・南通りのスリ Pickup on South Street       | スキップ・マッコイ                 |                |
| 1953   | あの高地を取れ Take the High Ground!                | ソーン・ライアン                   |                |
| 1954   | 地獄と高潮 Hell And High Water                      | アダム・ジョーンズ                 |                |
| 1954   | 悪の花園 Garden Of Evil                             | フィスク                           |                |
| 1954   | 折れた槍 Broken Lance                               | ベン                               |                |
| 1955   | 黄金の賞品 A Prize of Gold                          | ジョー・ローレンス                 |                |
| 1955   | 蜘蛛の巣 The Cobweb                                 | マック                             |                |
| 1956   | 六番目の男 Backlash                                 | ジム・スレイター                   |                |
| 1956   | 太陽に向って走れ Run for the Sun                    | マイク・ラティマー                 |                |
| 1956   | 襲われた幌馬車 The Last Wagon                       | コマンチェ・トッド                 |                |
| 1957   | 聖女ジャンヌ・ダーク Saint Joan                     | シャルル7世                        |                |
| 1957   | 祖国への反逆!第5捕虜収容所 Time Limit               | ウィリアム・エドワーズ             | 兼製作         |
| 1958   | ゴーストタウンの決斗 The Law And Jake Wade          | クリント・ホリスター               |                |
| 1958   | 愛のトンネル The Tunnel of Love                     | オギー                             |                |
| 1959   | ワーロック Warlock                                  | ジョニー                           |                |
| 1959   | 拳銃の罠 The Trap                                   | ラルフ・アンダーソン               |                |
| 1960   | アラモ The Alamo                                    | ジム・ボウイ                       |                |
| 1961   | 秘密諜報機関 The Secret Ways                        | マイケル・レイノルズ               | 兼製作         |
| 1961   | 馬上の二人 Two Rode Together                        | ジム・ゲイリー中尉                 |                |
| 1961   | ニュールンベルグ裁判 Judgment at Nuremberg          | タッド・ローソン                   |                |
| 1962   | 西部開拓史 How the West Was Won                     | マイク・キング                     |                |
| 1963   | 長い船団 The Long Ships                             | ロルフ                             |                |
| 1964   | あしやからの飛行                                    | グレン・スティーヴンソン           |                |
| 1964   | シャイアン Cheyenne Autumn                          | トーマス・アーチャー               |                |
| 1965   | 駆逐艦ベッドフォード作戦 The Bedford Incident       | エリック・フィンランダー           | 兼製作         |
| 1966   | アルバレス・ケリー Alvarez Kelly                    | トム                               |                |
| 1967   | 大西部への道 The Way West                           |                                    |                |
| 1968   | 刑事マディガン Madigan                              | ダニエル・マディガン               |                |
| 1969   | 西部野郎奮戦記 A Talent for Loving                  | パッテン                           |                |
| 1969   | ガンファイターの最後 Death of a Gunfighter          | フランク・パッチ                   |                |
| 1970   | 暗黒街の特使 The Moonshine War                      | エメット                           |                |
| 1971   | 大統領のスキャンダル Vanished                       | ポール・ルーデブッシュ大統領       | テレビ映画     |
| 1972   | ロッキーの英雄・伝説絶ゆる時 When the Legends Die   | レッド・ディロン                   |                |
| 1972   | 鬼刑事マディガン Madigan                            | ダン・マディガン                   | テレビジリーズ |
| 1972   | 刑事ブロック Brock's Last Case                      | マックス・ブロック                 | テレビ映画     |
| 1974   | オリエント急行殺人事件 Murder on the Orient Express | ラチェット・ロバーツ（カセッティ） |                |
| 1975   | 最後のガンファイト The Last Day                     | ウィル・スペンス                   | テレビ映画     |
| 1976   | 暗殺者を撃て The Sellout                            | サム・ルーカス                     |                |
| 1976   | 悪魔の性キャサリン To the Devil a Daughter          | ジョン                             |                |
| 1977   | 合衆国最後の日 Twilight's Last Gleaming             | マーティン・マッケンジー           |                |
| 1977   | ドミノ・ターゲット The Domino Principle             | マーヴィン                         |                |
| 1977   | ジェット・ローラー・コースター Rollercoaster        | ホイト                             |                |
| 1978   | コーマ Coma                                         | ハリス博士                         |                |
| 1978   | スウォーム The Swarm                                | スレイター将軍                     |                |
| 1979   | オーロラ殺人事件 Bear Island                        | オットー・ゲラン                   |                |
| 1981   | 愛と殺意の海域 A Whale for the Killing              | トム・グッドイナフ                 | テレビ映画     |
| 1982   | ハンキー・パンキー Hanky Panky                      |                                    |                |
| 1982   | ファイナル・オプション Who Dares Wins               | アーサー・キュリー国務長官         |                |
| 1984   | カリブの熱い夜 Against All Odds                     | ベン                               |                |
| 1985   | 冷血バイオレンスマスク/銃弾のえじき Blackout        | ジョー                             | テレビ映画     |
| 1987   | ルイジアナの夜明け A Gathering of Old Men           | メイプス保安官                     | テレビ映画     |
| 1991   | トゥルー・カラーズ True Colors                      | ジェームズ・スタインズ             |                |